# Dicionário de Direito de Bouvier
O Dicionário de Direito de Bouvier é um livro com uma longa tradição da comunidade jurídica nos Estados Unidos. A primeira edição foi escrita por John Bouvier.
John Bouvier (1787-1851) nasceu em Codogno, na França, mas foi para os Estados Unidos ainda muito jovem. Ele tornou-se cidadão estudaniense em 1812 e foi admitido noum bar em 1818, começando a trabalhar em Direito, na Filadélfia. Durante os seus anos de prática e estudo, ele percebeu a falta de um dicionário sobre a lei americana. Como qualquer bom empresário, ele decidiu colmatar essa necessidade, e trabalhou num novo dicionário, incessantemente, durante 10 anos. Uma de suas principais metas foi distinguir a lei americana, da sua antepassada, a inglesa. Ele é finalmente apresentado para publicação em 1839. Tal como muitos da sua geração, Bouvier utilizou o seu prefácio para justificar o seu trabalho, afirmando a irrelevância dos dicionários jurídicos ingleses para o sistema legal americano. Ele pretendia criar um dicionário sobre a nova lei americana, que iria abordar o sistema jurídico.
Do seu prefácio:
| “ | … A maior parte da matéria encontrada nos dicionários ingleses sobre a lei, foi escrita enquanto o direito feudal estava em seu pleno vigor, e não se adaptou à actualidade. (...) E existe uma grande parcela que, embora úteis para um [vii] advogado inglês, é quase inútil para o estudante americano. O que, por exemplo, temos que fazer com essas leis da Grã-Bretanha, que dizem respeito à pessoa do seu rei, da sua nobreza, do seu clero, da sua marinha, do seu exército; jogo com as suas leis; | ” |

Além disso, Bouvier incluiu todas as entradas para os estados que tinham formado, a partir de 1839, o sindicato. O segundo volume do dicionário foi especialmente útil para a compreensão obsoleta, sobre a autoridade, amplificando o seu significado no contexto americano.
O dicionário rapidamente se tornou popular e obteve excelentes críticas. O livro está bem escrito e exaustivamente pesquisado; Bouvier fez uuma contribuição significativa para cada nova edição e reescreveu vários artigos. Muitos estudiosos bem conhecidos do mundo legal, têm contribuído para as suas revisões. Bouvier publicou três edições em doze anos e estava preparando para um quarto no momento da sua morte, em 1851. Até 1886, quando foi pela primeira vez revista, tinha havido quinze edições. O trabalho ainda é amplamente utilizado. Uma edição dos primeiros volumes, contendo todo o conteúdo intacto, pode ser comprada por centenas de dólares.